# Chudania africana
Chudania africana är en insektsart som beskrevs av Heller 1972. Chudania africana ingår i släktet Chudania och familjen dvärgstritar. Inga underarter finns listade i Catalogue of Life.